# Akkoord van Achterveld
Het Akkoord van Achterveld (ook bekend als de Voedselconferentie van Achterveld) was een in Achterveld op 28 en 30 april 1945 gesloten overeenkomst tussen de geallieerden en de bezettende Duitse autoriteiten voor voedselhulp aan westelijk Nederland vanwege de hongerwinter. Het nevendoel van de bijeenkomst was wat betreft de geallieerden om de Duitsers tot capitulatie te bewegen. Het Akkoord vormde daarmee de aanloop tot de capitulatiebespreking in Wageningen.
Aan de onderhandelingen namen de hoogste geallieerde generaals uit de Verenigde Staten, Canada, Verenigd Koninkrijk, Rusland en Nederland deel. Het leidde tot de opzet en uitvoering van Operatie Manna en Chowhound, de naam die de geallieerden kozen voor voedseldroppings, en Operatie Faust, voor voedseltransport over de weg.

## Achtergrond
Westelijk Nederland was tijdens de hongerwinter afgesneden van energie en voedsel. Via zeetransporten werd buitenlandse hulp geboden door Zweeds meel aan bakkerijen te verstrekken als Zweeds wittebrood. De distributie verliep echter moeizaam. De geallieerden wensten daarom droppings met vliegtuigen, en ook aanvoer met schepen en vrachtwagens. Dit leidde tot uitvoerige besprekingen op ambtelijk niveau in vooral Den Haag tussen hoger geplaatste Duitsers, onder wie gouverneur Seyss-Inquart, Generalkommissar Wimmer met onder andere het College van Vertrouwensmannen, zoals Willem Drees, die direct met de Nederlandse regering in Londen in verbinding stonden. Uiteindelijk werd er tussen geallieerden en Duitsers afgesproken dat er een ontmoeting zou komen vlak bij de frontlijn achter Amersfoort; dat werd het dorpje Achterveld. Het ging om twee dagen: op zaterdag 28 en maandag 30 april 1945. De onderhandelingen vonden plaats in de toenmalige St.-Josephschool op de Jan van Arkelweg 6 in het gymnastieklokaal en subcommissies in diverse klaslokalen.

## Delegaties

### Duitse delegatie
Aan de voorbereidende bijeenkomst op zaterdag 28 april nam Seyss-Inquarts plaatsvervanger Ernst Schwebel deel, plus de Duitse ambtenaar Friedrich Plutzar, omdat hij goed Engels sprak.
Op maandag 30 april kwam Seyss-Inquart met zijn plaatsvervanger Schwebel, de generaal Reichelt (chef-staf van Johannes Blaskowitz, de Duitse militaire bevelhebber over bezet Nederland), de Generalkommissar Wimmer en partijfunctionaris Liese (van de Liese-Aktion).

### Nederlandse delegatie
De Nederlandse regering in Londen was door de vertrouwensmannen Van der Gaag en Neher vertegenwoordigd. Verder namen zeven ambtenaren deel, onder andere de secretaris-generaal Hirschfeld, de topambtenaar Louwes, die over voedseldistributie gingen en de diplomaat Carel van Schelle. Prins Bernhard nam deel als bevelhebber van de Binnenlandse Strijdkrachten.

### Geallieerde delegatie
Onder leiding van luitenant-generaal Walter Bedell Smith, Amerikaan, vertegenwoordiger van generaal Eisenhower, namen de volgende militairen aan de onderhandelingen deel:

#### Verenigd Koninkrijk
- Freddie de Guingand, generaal-majoor namens Montgomery;
- Catale, luitenant Britse leger;[2]
- Alexander Galloway, van Montgomery's 21st Army Group;
- Andrew Geddes, luchtmachtcommandant (belangrijk organisator van de voedseldropping waaronder die van Operatie Manna op 29 april 1945);
- Hugh Webb Faulkner, schout-bij-nacht;
- Kenneth Strong, chef van de inlichtingenafdeling van het geallieerde hoofdkwartier SHAEF;
- Edgar Williams, chef-staf inlichtingen van Montgomery.

#### Canada
- Harry Crerar, opperbevelhebber van het Canadese eerste leger;
- Charles Foulkes, luitenant-generaal;
- George Kitching, brigade-generaal;
- J. Weidemann. luitenant-kolonel;
- P.H. Tedman, luitenant-kolonel;
- Galbride, brigadegeneraal.

#### Rusland
- Ivan Susloparov, generaal-majoor (hoofd Russische vertegenwoordiging bij SHAEFF);
- Ivan Zenkovitsch, kolonel, tolk.

## Onderhandelingen

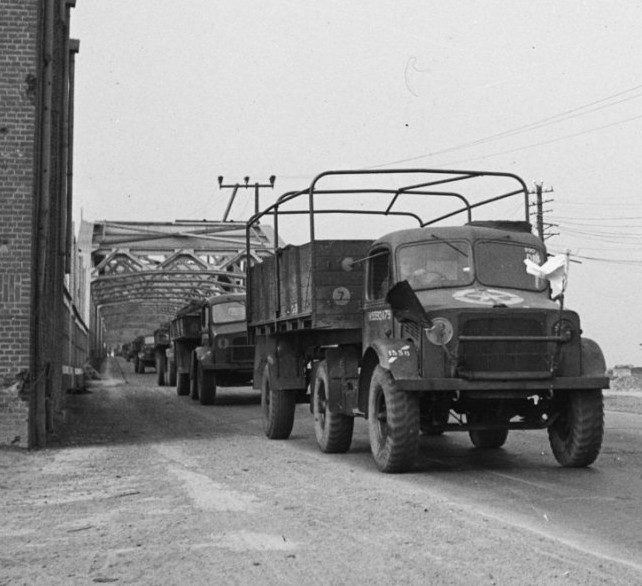
Voedseltransport op 2 mei op weg van Rhenen naar West-Nederland

### 28 april 1945
Op 28 april 1945 werd gesproken over de voedseltransporten. Seyss-Inquart wilde afzien van vernielingen, executies en inundaties in West-Nederland en voedseldroppings toestaan, mits de geallieerden de Randstad niet zouden aanvallen. De geallieerden wilden daar zeker aan voldoen, omdat zij steeds al bezwaren hadden gehad tegen een militaire verovering van de Randstad vanwege de burgerdoden die dat zou kosten. Wel was via de Nederlandse regering en met name premier Gerbrandy steeds meer druk op Churchill uitgeoefend om de Nederlandse hongersnood te lenigen. Churchill steunde dat en gaf een dringend verzoek door aan de geallieerde opperbevelhebber, generaal Eisenhower, die dit weer doorgaf aan generaal Bedell Smith.
Er werd niet alleen afgesproken dat er verruimde voedseltransporten zouden plaatsvinden, maar ook werden er regelingen getroffen voor het openstellen van het gehele luchtruim boven Nederland plus het vrijmaken van de Nieuwe Waterweg en de waterweg via Dordrecht en dat vanuit het dan geneutraliseerde Rhenen per dag 1000 ton levensmiddelen over de weg aangevoerd zou worden. De relatieve zwaarte van de delegatie van geallieerde zijde was bedoeld om meteen de capitulatie te regelen, wat echter niet geheel lukte.

### 30 april 1945
Op 30 april 1945 werd door de geallieerden aangedrongen op capitulatie. Bedell Smith werd tijdens de onderhandelingen kwaad op Seyss-Inquart toen deze koppig deed. Hij zei toen Seyss-Inquart niet over een Nederlandse capitulatie wilde spreken: "En als u door uw koppigheid nog meer verliezen aan mensenlevens veroorzaakt bij de geallieerde troepen of de Nederlandse burgers, zult u uw straf moeten ondergaan en u weet wat dat zal betekenen; u zult worden opgehangen." - "Dat laat me koud", zei Seyss-Inquart. "Dat zal het inderdaad", riposteerde Bedell Smith. Na het overleg trachtte generaal Schwebel buiten Seyss-Inquart alsnog over te halen toch in te gaan op de onderhandelingen over capitulatie, en ging terug naar Bedell Smith die er welwillend tegenover stond.
Prins Bernhard wilde als commandant van de Binnenlandse Strijdkrachten dat Bedell Smith met de Duitsers de vrijlating van Nederlandse politieke gevangenen zou bespreken, maar dat wilde Bedell Smith niet, omdat hij over een algemene capitulatie wilde spreken met de Duitsers. De prins kreeg bij aankomst bij de school bloemen voor prinses Juliana. "Het is de eerste keer geweest sinds 1936 dat ik de verjaardag van mijn vrouw ben vergeten, want we waren dermate vol van wat ons te doen stond dat mijn officieren en ik daar niet aan hebben gedacht." De prins bracht sloffen sigaretten en een fles gin mee, die hij uitdeelde aan de Nederlandse delegatieleden.

## Ondertekening
De Protocollen van Achterveld werden op dinsdag 1 mei 1945 ondertekend in Achterveld door de Duitsers en de Britten. De Nederlanders tekenden niet uit protest over het uitblijven van de capitulatie. Op 2 mei vond een derde ontmoeting tussen de partijen, nu echter in Wageningen plaats, waarbij het Akkoord van Achterveld werd geratificeerd. Drie dagen later vond daarna eveneens in Wageningen de capitulatiebespreking plaats, op 5 mei 1945.

## Vrijheidsloop
Elk jaar wordt er vanuit Wageningen rond 5 mei een vrijheidsloop georganiseerd naar Achterveld, ter herdenking van de onderhandelingen.